# 毛龍唫
毛龍唫（？—1567年6月6日（隆慶元年四月二十九日））《中山世譜》、《琉球關係文書》作毛龍吟，《中山王府相卿傳職年譜》作毛龍唫，《毛姓家譜·美里家》作毛龍。琉球第二尚氏王朝政治家。和名新城親方安基，亦稱大新城，童名小太郎金，號雲心。毛氏池城家的元祖。
毛龍唫的生父不詳，母為儀保之大阿武志良禮。相傳他是尚真王在巡察今歸仁時與神女所生之子。尚清王年間，毛龍唫出任三司官一職，領羽地間切總地頭。據《中山世譜》記載，1555年，尚清王病重，以毛龍唫、和為美（國頭親方景明）、葛可昌（城間親方秀信）為輔政大臣，遺命立尚元為王。不久尚清王病死，和為美、葛可昌二人突然變心，在朝堂上召集群臣，計畫擁立伊江王子尚鑑心為君。毛龍唫大怒，提刀叱責二人，得到群臣的支持。和、葛二人畏懼而不敢言，因此尚元被擁上王位。嘉靖年間，其三司官職務為馬良詮（浦添親方良憲）所接替。後蒙尚元王之意再次任職，致仕後，三司官之職由其子毛廉（池城親方安棟）接任。
因擁立尚元王有功，毛龍唫被琉球史官當作忠臣。其子毛廉（池城親方安棟）、孫毛鳳儀（池城親方安賴）後來亦擔任三司官。毛龍唫後代多為琉球的高官，毛氏池城家與其分家美里家、東風平家、佐渡山家，輩出三司官18人，時人將他們與向氏、翁氏、馬氏、和毛氏豐見城家四家併稱為「五大姓」、「五大名門」。

## 家族
- 父：不詳
- 母：儀保之大阿武志良禮
  - 妹：金國鼎（具志頭親方能安）之室

- 室：號桂林，和為美（浦添親方景明）長女
  - 長子：毛廉（池城親方安棟）
  - 長女：真鍋樽，號梅嶺，尚元王夫人
  - 次子：南風掟親雲上安昔（毛氏古波藏家元祖）